# Pseuduscana
Pseuduscana is een geslacht van vliesvleugeligen uit de familie Trichogrammatidae. De wetenschappelijke naam van dit geslacht is voor het eerst geldig gepubliceerd in 2006 door Pinto.

## Soorten
Het geslacht Pseuduscana omvat de volgende soorten:
- Pseuduscana neotropica Viggiani & Velasquez, 2007
- Pseuduscana sola Pinto, 2006